# Infobae
Infobae é um site de notícias criado na Argentina em 2002 pelo empresário Daniel Hadad. O Infobae tem 450 funcionários de jornalistas e mais de mil stringers. Sua sede está localizada em Buenos Aires. A empresa também possui agências de notícias e edições locais na Cidade de Nova York, Cidade do México, Miami, Bogotá, São Paulo e Madrid.

## Demografia
O Infobae.com é visto principalmente em países de língua espanhola: América Latina, Espanha e Estados Unidos.

## História

### Colunistas notáveis
- Domingo Cavallo
- Geovanny Vicente
- Jaime Bayly
- Reynaldo Sietecase

### Censura na Venezuela
Em 10 de outubro de 2014, o governo venezuelano sob o presidente Nicolás Maduro censurou o Infobae na Venezuela devido à publicação de fotos do membro do PSUV recentemente assassinado, Robert Serra, dizendo que era contra a lei venezuelana, constituía guerra psicológica e era desonroso para Serra e sua família.
O Infobae respondeu acusando o governo de Maduro de praticar um duplo padrão, já que o governo venezuelano publica fotos de crianças palestinas mortas para acusar Israel de crimes de guerra.